# Liste d'attentats à la bombe dans des avions
Cet article établit une liste chronologique des accidents aériens provoqués par l'explosion d'une bombe cachée à l'intérieur de l'aéronef. Les avions abattus par des missiles ne sont pas inclus ici.
L'attentat le plus meurtrier est le vol Air India 182 qui a explosé en 1985 au large de l'Irlande avec 329 personnes à bord, suivi par l'attentat de Lockerbie qui a fait 270 morts en 1988.

## Cas historiques
| Date              | Cas                                      | Morts   | Lieu                | Circonstances |
| ----------------- | ---------------------------------------- | ------- | ------------------- | --- |
| 10 octobre 1933   | Vol United Airlines 32 (en)              | 7       | États-Unis          | Un Boeing 247 est happé par une bombe, avec de la nitroglycérine comme potentiel agent explosif. On suspecta un meurtre commandité par un gang de Chicago (où devait se rendre l'avion), mais l’affaire reste non élucidée. Cet accident est généralement considéré comme le premier acte prouvé de sabotage aérien dans l’histoire de l'aviation commerciale. |
| 9 septembre 1949  | Tragédie de Sault-au-Cochon              | 23      | Canada              | Au Québec, un homme nommé Albert Guay fait embarquer un paquet piégé à bord du Douglas DC-3 dans lequel se trouve sa femme pour la tuer et toucher son assurance-vie. L'affaire, au mode opératoire nouveau, est très médiatisée. Guay et ses deux complices sont condamnés à mort et exécutés par pendaison. |
| 11 avril 1955     | Kashmir Princess (en)                    | 16      | Indonésie           | Une bombe explose à bord du Lockheed Constellation qui transporte des participants, surtout des journalistes, à la conférence de Bandung et l'avion s'abîme en mer de Chine méridionale au large des îles Natuna. L'incident apparaît être une tentative d'assassinat de Zhou Enlai, qui aurait dû prendre ce vol, par le Kuomintang. |
| 1er novembre 1955 | Vol United Airlines 629                  | 44      | États-Unis          | L'avion, un Douglas DC-6, explose au-dessus du Colorado au cause d'une charge de dynamite placée dans un coffre à bagages. L'auteur de la détonation, Jack Gilbert Graham, inspiré par Guay, voulait assassiner sa mère pour se venger de son enfance et toucher le montant de son assurance-vie. |
| 6 janvier 1960    | Vol National Airlines 2511 (en)          | 34      | États-Unis          | Un DC-6B volant de New York à Miami explose et s'écrase à Bolivia en Caroline du Nord, tuant tout le monde à bord. L'enquête de l'Office de l'aviation civile (en) conclura qu'une bombe faite de dynamite est à l'origine de l'accident. En revanche, aucune accusation criminelle n'a jamais été portée et la responsabilité de l'attentat n'a jamais pu être établie, même si on suspecte fortement l'un des passagers, Julian Andrew Frank (32 ans), anormalement assuré et impliqué dans de nombreuses escroqueries, d'avoir commis un attentat-suicide, et ce en raison d'un certain nombre d'éléments dans son rapport d'autopsie qui diffèrent considérablement de ceux des autres passagers. Quoi qu'il en soit, l'enquête criminelle, elle, reste ouverte et l'affaire non résolue. |
| 22 mai 1962       | Vol Continental Airlines 11              | 45      | États-Unis          | Un Boeing 707-124 s'écrase dans un champ de trèfles à Unionville dans le Missouri à la suite d'une explosion survenue au niveau des toilettes situées au fond à droite de la cabine, ayant eu pour effet de séparer l'empennage du reste du fuselage alors que l'avion survolait Centerville dans l'Iowa. L'enquête de l'Office de l'aviation civile (en) conclura quelques mois plus tard qu'une bombe faite de dynamite est à l'origine de l'accident. L'enquête consécutive du FBI montrera que l'un des passagers, Thomas Gene Doty (34 ans), arrêté pour vol à main armée et devant prochainement comparaître devant un tribunal, avait souscrit une police d'assurance-vie de 150 000 $ (le maximum) à la Mutual of Omaha (en) à laquelle s'ajoutaient d'autres assurances-vie (dont certaines achetées juste avant le vol) d'une valeur totale équivalente. Son motif était que sa femme enceinte (35 ans) et sa fille (5 ans) puissent percevoir les 300 000 $ d'assurance-vie. Sa culpabilité fut établie lorsque les enquêteurs découvrirent qu'il avait acheté 6 bâtons de dynamite pour 29 cents chacun peu avant l'accident (on suppose qu'il les a lui-même actionnés dans les toilettes). En juillet 2010, un mémorial a été érigé en hommage aux occupants du vol 11 et le nom de Doty figurait dessus, aux côtés de celui de ses 44 victimes. |
| 8 juillet 1965    | Vol Canadian Pacific Airlines 21 (en)    | 52      | Canada              | Un DC-6B devant relier Vancouver à Whitehorse s'écrase à une trentaine de kilomètres à l'ouest de 100 Mile House, après que l'équipage ait lancé trois appels de détresse. Les 52 occupants de l'appareil ont tous péri dans l'accident, provoqué par une explosion au niveau des toilettes situées au fond à gauche de la cabine, qui a eu pour effet de séparer l'empennage du reste du fuselage. L'enquête a montré qu'une bombe était à l'origine de l'explosion, mais personne n'en a revendiqué la responsabilité et aucune poursuite judiciaire n'a été menée jusqu'à ce jour. |
| 21 février 1970   | Vol Swissair 330                         | 47      | Suisse              | Le Convair 990 à destination de Tel Aviv est endommagé quelques minutes après son décollage de Zurich par une explosion dans la soute. Les pilotes essayent de ramener l'avion à l'aéroport mais il s'écrase près de Würenlingen. La bombe a été placée par des terroristes palestiniens du FPLP-CG. |
| 26 janvier 1972   | Vol JAT 367                              | 27      | Tchécoslovaquie     | Une bombe cachée dans un bagage par un terroriste croate coupe en deux le Douglas DC-9, dont les morceaux tombent à proximité du village de Srbská Kamenice. L'accident est resté célèbre pour avoir laissé une survivante, l'hôtesse Vesna Vulović, rescapée d'une chute de 10 000 mètres. |
| 18 mai 1973       | Vol Aeroflot 109 (en)                    | 81      | Union soviétique    | Un Tupolev Tu-104 opérant la dernière partie d'un vol commercial entre Moscou et Tchita fait l'objet d'une tentative de détournement lorsque l'un des passagers, Chingis Yunusogly Rzayev (32 ans), montre un engin explosif improvisé à l'une des hôtesses et exige que l'avion fasse cap vers la Chine. Alors qu'il se dirige vers le poste de pilotage, Vladimir Mikhaïlovitch Yezhikov (21 ans), un policier de la Militsia accompagnant l'équipage, lui tire dans le dos. La balle transperce le 8ème espace intercostal du pirate de l'air avant de se loger dans son cœur. Mourant, celui-ci parvient cependant à actionner sa ceinture explosive (composée de 5,5 à 6 kilogrammes de TNT), provocant ainsi une décompression explosive, fatale pour tous les occupants de l'appareil. L'accident du vol 109 est considéré comme la pire attaque terroriste de l'histoire de l'URSS. |
| 6 octobre 1976    | Vol Cubana 455                           | 73      | Barbade             | Le Douglas DC-8 qui assure le vol 455 de Cubana explose quelques minutes après son décollage de Bridgetown, la capitale de la Barbade. L'homme à l'origine de l'attentat est Luis Posada Carriles, un Cubain opposé au régime de Fidel Castro et qui a des liens avec la CIA. |
| 23 septembre 1983 | Vol Gulf Air 771                         | 112     | Émirats arabes unis | Alors que le Boeing 737 qui assure ce vol s'apprête à atterrir à Abou Dabi, une explosion le fait s'écraser à Jebel Ali. L'enquête conclut à la présence d'une bombe dans un bagage, elle aurait été posée par le Fatah-Conseil révolutionnaire d'Abou Nidal. |
| 23 juin 1985      | Vol Air India 182                        | 329     | Océan Atlantique    | Une bombe cachée dans une valise explose dans la soute d'un Boeing 747 d'Air India, provoquant la destruction de l'appareil au-dessus de l'océan Atlantique, au large de la pointe sud-ouest de l'Irlande. L'attentat a été perpétré par un groupe séparatiste sikh opérant depuis le Canada et prônant l'indépendance du Khalistan. |
| 3 mai 1986        | Vol Air Lanka 512                        | 21      | Sri Lanka           | Une bombe cachée parmi les pièces de rechange de l'avion, un Lockheed L-1011 TriStar, explose alors que celui-ci est au sol à Colombo et se prépare à décoller. Il y a 127 survivants car la bombe, qui était certainement prévue pour se déclencher en plein ciel, n'a pas fonctionné comme prévu. L'enquête conclut à la responsabilité des Tigres tamouls. |
| 29 novembre 1987  | Vol Korean Air 858                       | 115     | Birmanie            | Le Boeing 707 de Korean Air est détruit au-dessus de la mer d'Andaman, au large de la Birmanie, par une charge de C-4 cachée en cabine par deux agents nord-coréens. L'une d'entre eux, Kim Hyon-hui, arrêtée, révèle plus tard que l'ordre fut donné par Kim Jong-il lui-même. |
| 21 décembre 1988  | Attentat de Lockerbie                    | 270     | Royaume-Uni         | Le vol 103 de Pan Am, qui a décollé de Londres, se disloque en plein ciel au-dessus de l'Écosse. Les restes du Boeing 747 s'abattent sur la petite ville de Lockerbie, tuant onze habitants en plus des 259 occupants de l'appareil. Le régime libyen de Mouammar Kadhafi est considéré comme ayant commandité l'attaque, mise en œuvre par l'agent Al Megrahi. |
| 19 septembre 1989 | Vol UTA 772                              | 170     | Niger               | Le McDonnell Douglas DC-10 en route pour Paris explose au-dessus du Ténéré, provoquant la mort des 170 occupants de l'aéronef. Tout comme pour l'attentat de Lockerbie survenu neuf mois plus tôt, le principal suspect est le colonel Kadhafi via ses services secrets. |
| 27 novembre 1989  | Vol Avianca 203                          | 110     | Colombie            | Juste après son décollage de Bogota, un Boeing 727 explose et ses débris éparpillés tombent sur la ville de Soacha. L'attaque est attribuée au cartel de Medellín dirigé par Pablo Escobar. Le tueur à gages du cartel, La Quica, est condamné aux États-Unis pour ce massacre. |
| 11 décembre 1994  | Vol Philippine Airlines 434              | 1       | Japon               | Un passager est tué à bord du Boeing 747 par l'explosion d'une bombe à la nitroglycérine cachée dans une bouteille. Les pilotes parviennent à se poser à Okinawa malgré la perte de systèmes hydrauliques. Le responsable de la détonation est Ramzi Yousef, un terroriste pakistanais déjà impliqué dans l'attentat du World Trade Center en 1993. Elle servait de test au vaste « projet Bojinka » d'attaques contre des avions de ligne. |
| 22 décembre 2001  | Vol American Airlines 63                 | 0       | États-Unis          | Richard Reid, un islamiste, déjoue les contrôles de sécurité à Paris et s'embarque dans un Boeing 767 à destination de Miami avec des explosifs dans ses chaussures. Il est maîtrisé par les passagers et l'équipage après avoir échoué à passer à l'acte. Cet événement lui vaut le surnom de Shoe Bomber. |
| 24 août 2004      | Double attentat aérien de 2004 en Russie | 44 + 46 | Russie              | Dans la soirée, un Tupolev Tu-134 de Volga Aviaexpress et un Tupolev Tu-154 de Siberia Airlines qui ont décollé de Moscou sont victimes d'attentats-suicides perpétrés par deux femmes tchétchènes qui n'avaient pas été fouillées. Le chef indépendantiste Chamil Bassaïev revendique la responsabilité de l'événement qui précède d'une semaine la prise d'otages de Beslan. |
| 31 octobre 2015   | Vol Metrojet 9268                        | 224     | Égypte              | Une bombe artisanale cachée dans une canette explose à bord de l'Airbus A321 russe pendant le survol du Sinaï. L'acte est revendiqué par le groupe djihadiste État islamique. |
| 2 février 2016    | Vol Daallo Airlines 3159                 | 1       | Somalie             | L'Airbus A321, à destination de Djibouti et en phase de montée, subit l'explosion d'une charge de TNT cachée dans un ordinateur portable en cabine, tuant un passager et perforant le fuselage. Le pilote, un Serbe, parvient à retourner à Mogadiscio. L'attentat est revendiqué par les shebabs somaliens. |

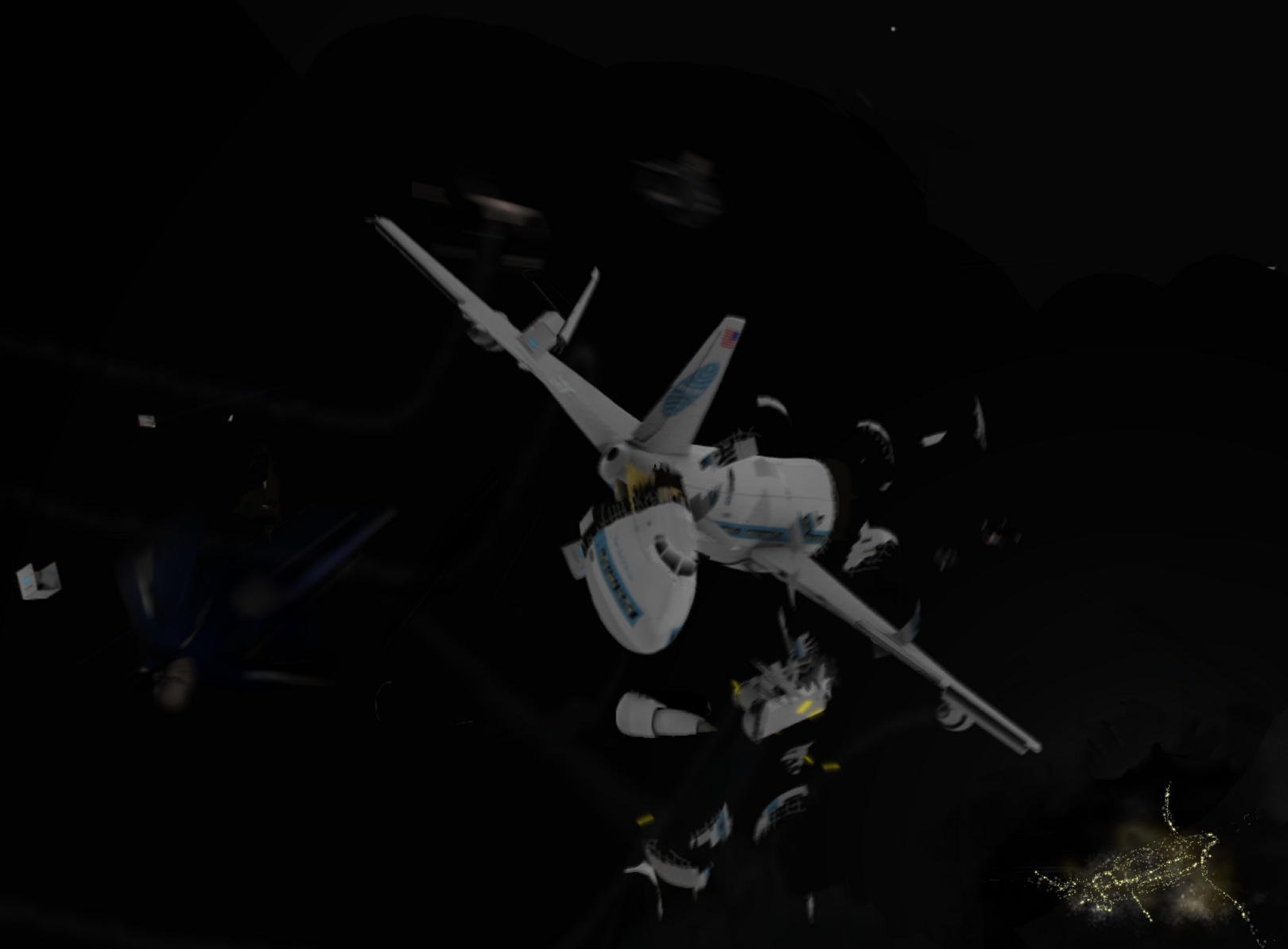
L'attentat de Lockerbie (vue d'artiste).
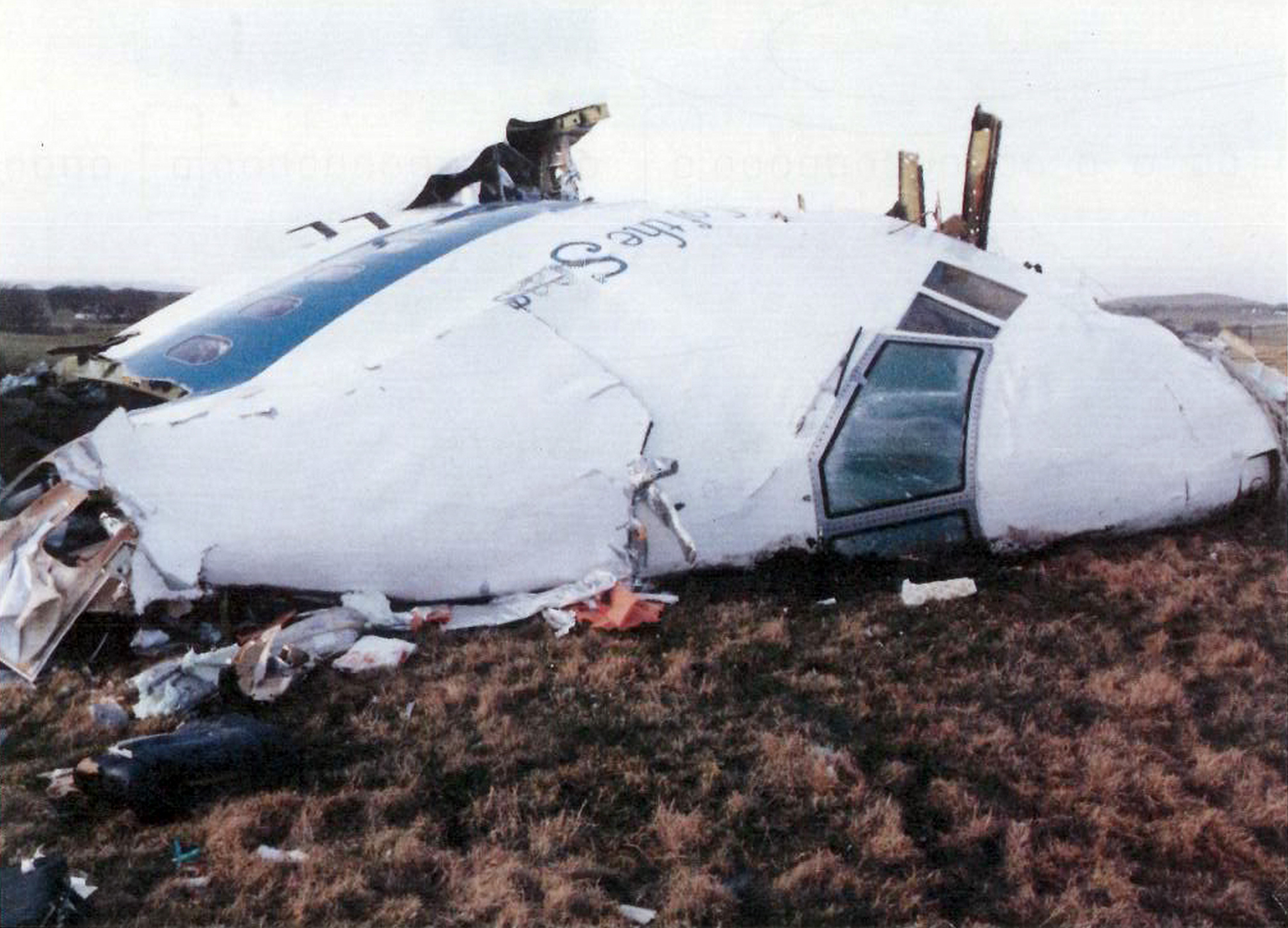
Un débris du cockpit du vol PA 103.
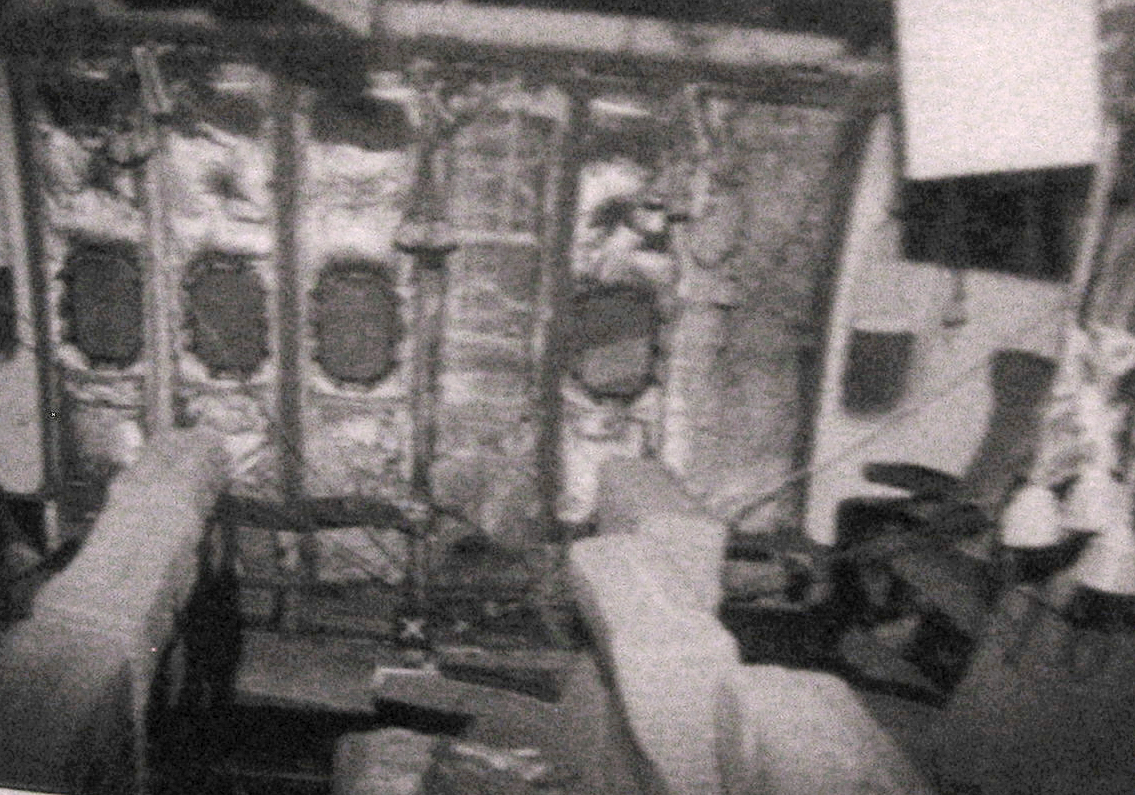
L'intérieur de l'avion du vol PR 434 après l'explosion.
Une chaussure piégée de Richard Reid.

## Cas controversés
| Date         | Cas                | Morts | Lieu              | Circonstances |
| ------------ | ------------------ | ----- | ----------------- | --- |
| 10 mai 1961  | Vol Air France 406 | 78    | Algérie française | Un Lockheed Starliner d'Air France baptisé De Grasse et en route pour Marseille s'écrase mystérieusement dans le Sahara algérien, tuant tous les occupants de l'appareil. La possibilité d'une explosion en plein ciel causée par une bombe est considérée comme probable. |
| 27 juin 1980 | Tragédie d'Ustica  | 81    | Italie            | Le vol 870 de la compagnie Itavia, assuré par un Douglas DC-9, s'abîme en mer Tyrrhénienne près de l'île d'Ustica. Bien que la cause de la tragédie n'a jamais été éclaircie, la présence de traces d'explosifs sur les restes du fuselage est démontrée. À partir de là, la thèse de l'attentat coexiste avec celle de la destruction accidentelle de l'avion pendant un duel entre un chasseur de l'OTAN, peut-être français, et un MiG-23 libyen, de nombreux appareils militaires ayant été présents dans la zone. |

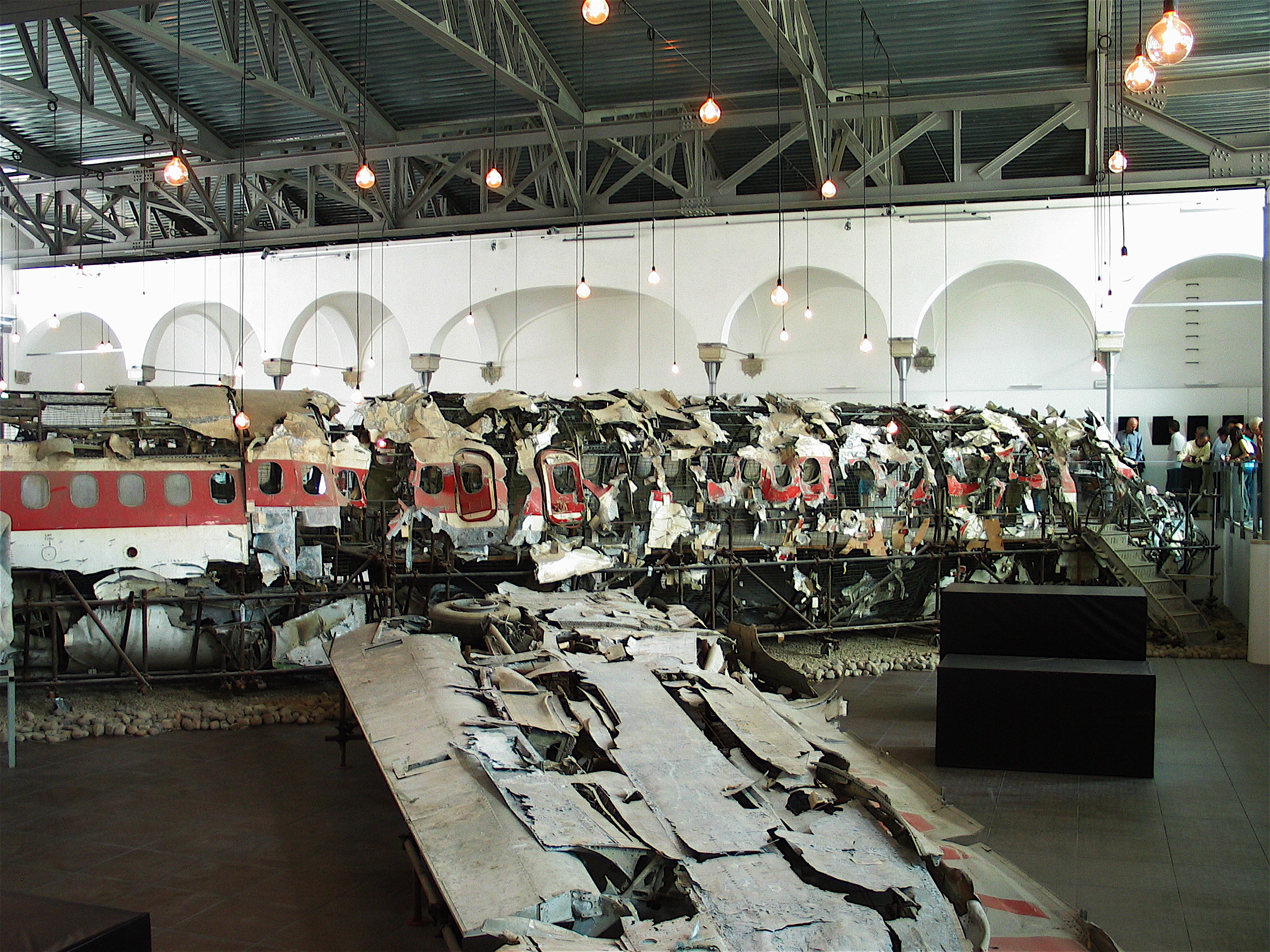
Reconstitution de l'avion du vol IH 870 au Museo per la Memoria di Ustica.